# Бурковская, Елена Ивановна
Еле́на Ива́новна Бурко́вская (укр. Олена Іванівна Бурковська, 9 августа 1981) — украинская бегунья на марафонскую дистанцию.
Дети : Деуль Анна Владимировна
В 2009 году состоялся её дебют в марафонском беге — Елена выиграла Кошицкий марафон. Бегунья установила новый рекорд трассы среди женщин — 2:30.50, улучшив его на 38 секунд. Предыдущий рекорд (2:31.28) продержался с 1989 года — он принадлежал чешской спортсменке Алене Петерковой (de:Alena Peterková (нем.)).
В 2010 году на en:Nagano Olympic Commemorative Marathon (англ.) Елена заняла второе место, показав результат 2:31:53.
На олимпийском марафоне в Лондоне заняла 48 место.